# Buscar
Buscar é um aplicativo e serviço fornecido pela Apple Inc. que permite aos usuários rastrear a localização de dispositivos iOS, iPadOS, macOS, watchOS e AirPods, uma função anteriormente fornecida pelo aplicativo Buscar iPhone, e compartilhar suas localizações do GPS com outros com dispositivos Apple, uma função anteriormente fornecida pelo aplicativo Amigos.

## Características
O Buscar permite que o usuário localize seu dispositivo Apple, o que também permite:[carece de fontes?]
- Tocar som - faz o dispositivo tocar um som no volume máximo, faz piscar a tela mesmo se estiver no mudo. Esse recurso é útil se o dispositivo foi extraviado e é equivalente a encontrar um telefone extraviado ligando para ele usando outro telefone.
- Modo perdido - sinaliza o dispositivo como perdido ou roubado, permitindo ao usuário bloqueá-lo com uma senha. Se o dispositivo for um iPhone e alguém encontrar o dispositivo, poderá ligar para o usuário diretamente no dispositivo.
- Apagar iPhone - apaga completamente todo o conteúdo e configurações, o que é útil se o dispositivo contiver informações confidenciais, mas o dispositivo não pode ser localizado após esta ação ser executada. Após a conclusão do apagamento, a mensagem ainda pode ser exibida e o dispositivo será bloqueado pela ativação. Isso torna difícil para alguém usar ou vender o dispositivo. Uma senha do ID Apple será necessária para desligar o Buscar iPhone, sair do iCloud, apagar o dispositivo ou reativar um dispositivo após uma limpeza remota.

## História
A Apple anunciou o Buscar na WWDC 2019, no iOS 13 e macOS 10.15 (Catalina), combinando Buscar iPhone, Buscar Mac e Amigos. 
O Buscar foi lançado oficialmente ao público no iOS 13 em 19 de setembro de 2019, seguido pelo iPadOS 13.1 em 24 de setembro de 2019 e  macOS 10.15 em 7 de outubro de 2019.